# Diener (Patrizierfamilie)

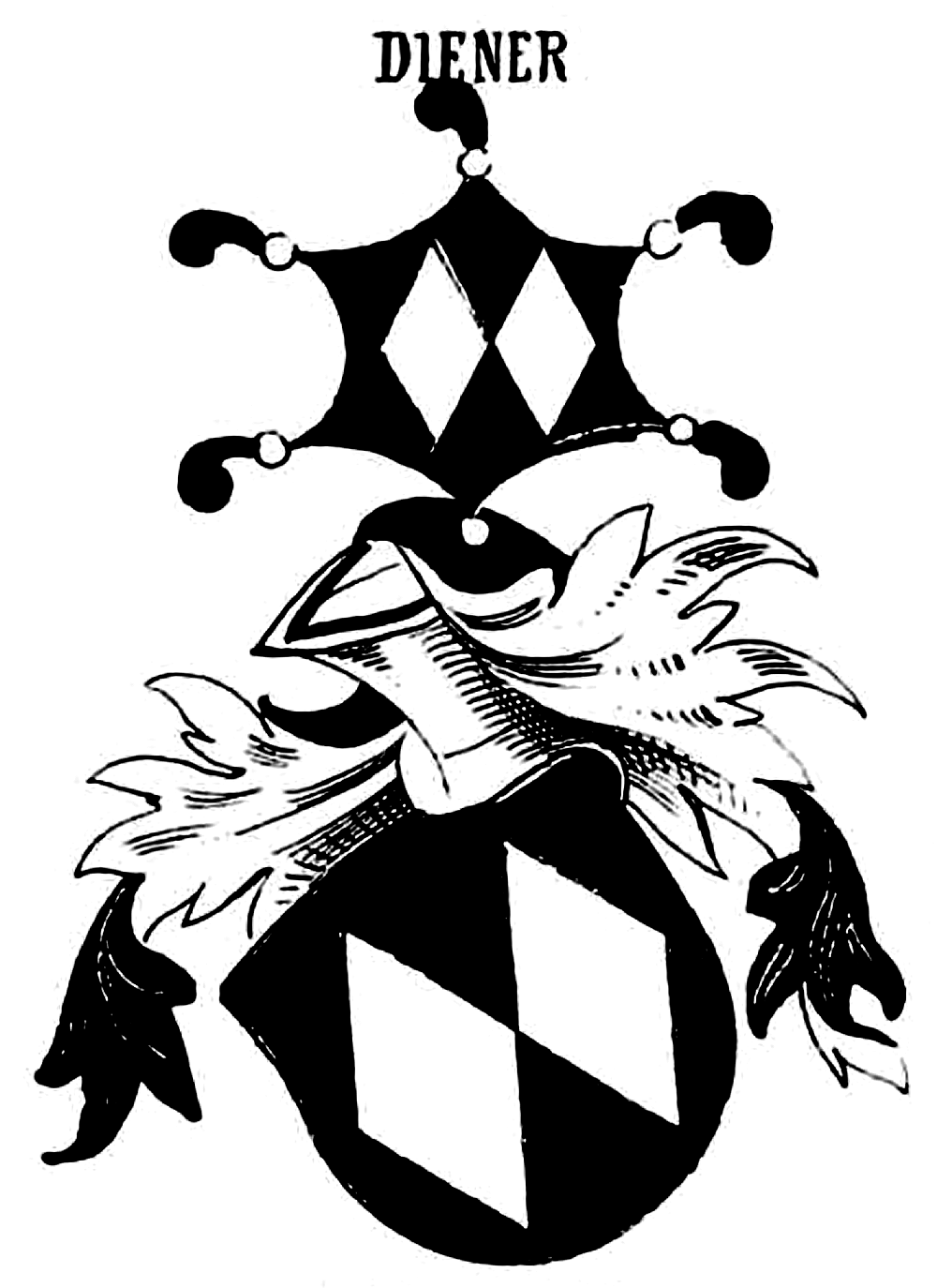
Wappen der Diener

Die Familie Diener (auch Dyener oder Diner) war eine Münchner Patrizierfamilie.

## Geschichte
Die Diener entstammen wie die Münchner Patrizier Schluder dem ursprünglich landsässigen Rittergeschlecht der Sachsenhauser, das auf seiner Veste Sachsenhausen bei Deining an der Isar gelegen saß. Bereits im 12. Jahrhundert schenkte der zum Geschlecht gehörende Dominus Rapoto Slutei de Sachsenhausen mehrere seiner Leibeigenen dem Stift Schäftlarn. Eine Urkunde von 1303 nennt Herren Chunraten den Diener und Heinrich den Sluder seinen Bruder.  Für die Jahre 1309 und 1315 ist ein herzoglicher Stadtrichter namens Herr Konrad der Diener urkundlich belegt. In seiner zweiten Amtszeit als Stadtrichter von 1331 bis 1341 fertigte er im Auftrag Ludwigs des Bayern eine Sammlung des Münchner Stadtrechtes an, die teilweise bis in das 20. Jahrhundert Gültigkeit behielt. Er besiegelte 1336 eine Urkunde und wurde in einer weiteren 1341 der erber [der ehrbare] Ritter Herr Chunrad der Dyener genannt.
Ein namensgleiches Mitglied der Familie saß auch ab 1365 als Vertreter der Familie im inneren Münchner Stadtrat. Schon 1393 in der Landteilungsurkunde der Herzöge Stephan, Friedrich und Johann zu München unter den Zeugen aufgeführt, wird im Jahr 1395 derselbe Chunrat der Dyener Bürger zu München der Erberg Mann [der Ehrbare Mann] genannt. Wilhelm Diener war 1486 bis 1494 innerer Rat, dann 1495, 1496 und 1497 Bürgermeister von Landshut gewesen, wo er 1502 starb und einen Ruf als guter Geschäftsmann hinterließ.
Die Dienerstraße in der Münchner Altstadt östlich des Neuen Rathauses wurde bereits vor 1368 nach der Familie Diener benannt, da sie darin ein Haus besaß.

## Wappen
Das Wappen der Diener zeigt im schwarzen Schild zwei silberne, nebeneinander stehende senkrechte Rauten. Auf dem Helm mit schwarz-silbernen Decken ist nach einem Siegel von 1335 ein Schirmbrett, bezeichnet wie das Schildbild, bzw. nach einem Siegel von 1377 ein geschlossener Flug, ebenfalls bezeichnet wie der Schild.
Damit gehören die Diener zur selben Wappengruppe wie die nach Titan von Hefner stammverwandten ritterbürtigen Sachsenhauser (zwei rote Rauten auf silbernem Grund) und die Münchner Patrizierfamilie Schluder (zwei schwarze Rauten auf silbernen Grund), sowie vermutlich die ebenfalls Münchner Familie der Uniger von Kitzpüchel, von denen Siegel von 1318 und 1409 erhalten sind.